# Sven Hübscher
Sven Hübscher (* 26. Januar 1979 in Dortmund) ist ein deutscher Fußballtrainer, der aktuell  als Cheftrainer der U19 von Bayer 04 Leverkusen arbeitet.

## Leben
Hübscher legte 1998 sein Abitur ab. Wegen eines Knorpelschadens musste er seine Spielerlaufbahn früh beenden. Der Verwaltungsfachwirt stieg ins Trainergeschäft ein und absolvierte Praktika in England beim FC Arsenal und beim FC Chelsea.
Seine Trainerkarriere begann er im Juli 1999 als U15-Trainer, Trainerassistent und Torwarttrainer des DSC Wanne-Eickel. Im Juli 2000 wechselte Hübscher zum FC Schalke 04, wo er zunächst als Co-Trainer der U13 arbeitete. Von Juli 2001 bis Juni 2007 war er Cheftrainer der U12- und U13-Teams. Im Juli 2007 wurde Sven Hübscher Co-Trainer der U19 von Schalke, zudem war er auch verantwortlicher Trainer der U18-Ausbildung. Im März 2008 wurde er hauptberuflich stellvertretender Ausbildungsleiter der Knappen. Im Juli 2009 wurde Hübscher zum Co-Trainer der U23-Mannschaft befördert. Außerdem war er zwischen Juli und Dezember 2009 sportlicher Nachwuchsleiter, und im Oktober 2009 wurde er zusätzlich Teammanager der U23. Im Juni 2012 wurde Hübscher Cheftrainer der U16, und von Januar 201 bis Juli 2016 war er zudem Co-Trainer der Profimannschaft unter Jens Keller, Roberto Di Matteo und André Breitenreiter.
Im Juli 2017 wechselte er zum SV Werder Bremen, bei dem er zunächst die U17 trainierte, bevor er am 5. Februar 2018 Nachfolger des freigestellten U23-Cheftrainers Oliver Zapel wurde. Unter Hübscher stieg die Mannschaft zwei Monate später von der 3. Liga in die Regionalliga Nord ab.
Zur Saison 2019/20 übernahm er den SC Preußen Münster als Cheftrainer. Nach dreizehn sieglosen Partien in Folge wurde Hübscher nach dem 17. Spieltag beim Tabellenvorletzten freigestellt.
Seit Jahresbeginn 2021 arbeitet er als Cheftrainer der A-Jugend (U19) von Bayer 04 Leverkusen.